# Ozymandias (Horace Smith)
Pour les articles homonymes, voir Ozymandias.
Ne doit pas être confondu avec Ozymandias (Percy Bysshe Shelley).
Ozymandias est un poème écrit par Horace Smith en 1818, à ne pas confondre avec le poème de Percy Bysshe Shelley sur le même sujet. 
Shelley avait écrit le même sonnet en concurrence avec son ami Horace Smith, car Smith a publié le sien un mois après Shelley, dans la même librairie, avec le même sujet, la même histoire, et la même morale. Il a été à l'origine publié sous le même titre que le sonnet de Shelley, Ozymandias.
Le poème de Smith s'abstient d'énoncer une morale spécifique, et présente à la place un tableau vif, laissant aux lecteurs la possibilité de tirer leurs propres conclusions. L'affectif négatif contre la tyrannie est si fort, cependant, que peu de lecteurs sont susceptibles de conclure qu'Ozymandias a subi les affres du temps et des éléments.
En revanche, l'image de Londres détruite a moins d'effet que la statue d'Ozymandias. En outre, en ne gaspillant pas ses mots pour transmettre une "morale", Smith peut comprimer une vision complète en quelques vers, et incorpore dans son poème des idées entièrement absentes de la poésie de Shelley.
In Egypt's sandy silence, all alone,

Stands a gigantic Leg, which far off throws

The only shadow that the Desert knows: –

"I am great OZYMANDIAS", saith the stone,

"The King of Kings; this mighty City shows

"The wonders of my hand." – The City's gone, –

Nought but the Leg remaining to disclose

The site of this forgotten Babylon.

We wonder, – and some Hunter may express

Wonder like ours, when thro' the wilderness

Where London stood, holding the Wolf in chace,

He meets some fragments huge, and stops to guess

What powerful but unrecorded race

Once dwelt in that annihilated place.
— Horace Smith
Dans le sablonneux silence de l'Égypte, isolée,

Se dresse une Jambe gigantesque, qui jette au loin

La seule ombre que le Désert connaisse :

« Je suis le grand OZYMANDIAS, proclame la pierre,

  Le Roi des Rois ; cette puissante Cité montre

  Les merveilles issues de ma main. » — La Cité s'en est allée, —

Rien si ce n'est la Jambe ne subsiste

Du site de cette Babylone oubliée.

Nous nous questionnons, – ainsi que certain Chasseur voulant expliquer

Des Merveilles comme les nôtres, lorsqu’à travers l'endroit désormais sauvage

Où Londres se tenait, guettant le Loup en chasse,

Il rencontre des fragments énormes, et s'arrête pour chercher

Quelle race puissante mais inconnue

Habitait autrefois ce lieu anéanti.
— Traduction libre